# Bernwiller
Bernwiller je občina v departmaju Haut-Rhin francoske regije Alzacija.
Leta 2008 je v občini živelo 633 oseb oz. 83 oseb/km².